# Maison-atelier de Géo Bernier
La Maison-atelier de Géo Bernier est un immeuble construit à Ixelles (Région de Bruxelles-Capitale, Belgique) en 1902 par l'architecte Alban Chambon en style Art nouveau. 
Elle est reprise sur la liste des monuments classés d'Ixelles depuis le 3 juillet 1997.

## Situation
Cette maison se situe à Ixelles au no 4 de la rue de la Réforme, une artère reliant la rue Franz Merjay à l'avenue Louis Lepoutre.

## Histoire
L'architecte français Alban Chambon dessine en 1902 les plans de cet immeuble pour le peintre animalier Géo Bernier (1862-1948), membre fondateur du mouvement artistique Le Sillon et pour son épouse Jenny Hoppe née en 1870 et peintre post-impressionniste. Cette maison  comportant deux ateliers d'artiste sera plus tard habitée par le peintre Émile Baes (1889-1953) à partir de 1918 et par le fondeur de bronze S. Baes vers 1949.

## Description
La maison de style Art nouveau géométrique possède une façade de trois travées, trois niveaux pour les deux travées de gauche et quatre niveaux pour la travée de droite qui est bordée par deux larges pilastres débordant au-dessus de la corniche. La façade est bâtie en briques beiges rehaussées de bandeaux de briques orangées. Le soubassement est réalisé en moellons de grès sous un bandeau mouluré en pierre de taille. Les baies rectangulaires sous linteaux de fer et ornées de petits vitraux sont toutes différentes et souvent précédées de grillages ou de garde-corps en fer forgé aux motifs de cercles et de végétaux stylisés. La partie supérieure des travées de gauche est parcourue par un bandeau métallique de la même facture que les linteaux des baies. La travée centrale compte un oriel à base rectangulaire reposant sur deux consoles en fer ouvragé reprenant les motifs circulaires des autres baies.

## Sources
- http://www.irismonument.be/fr.Ixelles.Rue_de_la_Reforme.4.html
- Top 100 Art nouveau/Bruxelles, Marie Ressler, éditions Aparté, page 103